# Conduzione termica

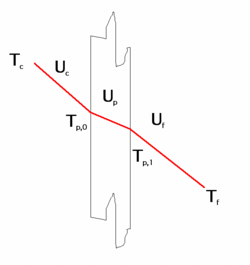
Trasmissione del calore attraverso parete

In fisica, in particolare in termodinamica, per conduzione termica si intende il trasporto diffusivo del calore, ovvero la trasmissione di calore che avviene in un mezzo solido, liquido o aeriforme dalle zone a temperatura maggiore verso quelle con temperatura minore, all'interno di un corpo solo o due corpi tra loro in contatto. Oltre alla conduzione termica, esistono altre due modalità di trasferimento di calore, che sono  la convezione e l'irraggiamento.

## Descrizione

### Spiegazione microscopica

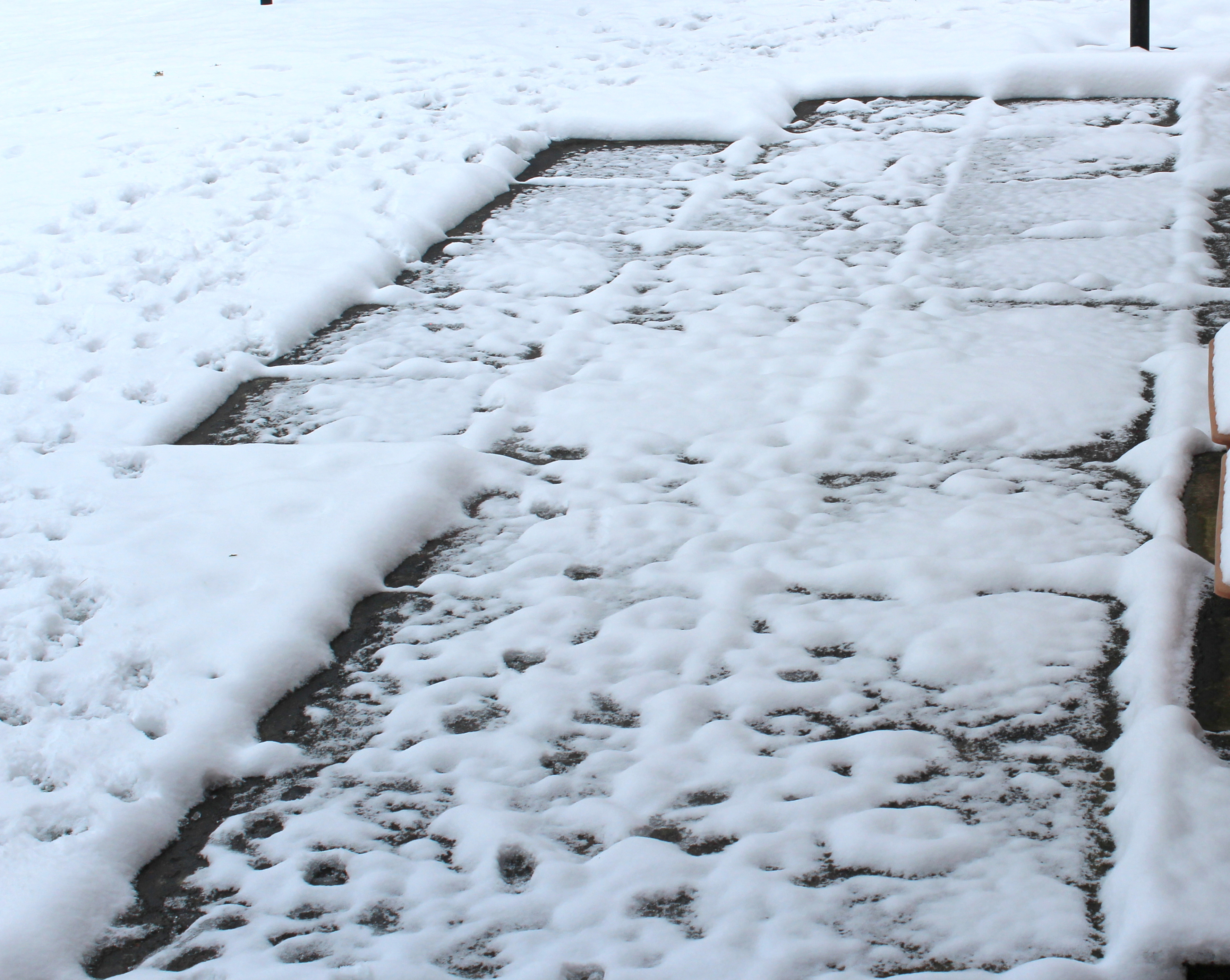
Le pietre del selciato di questo patio conducono il calore meglio del prato circostante. Di conseguenza, il calore della terra ha fuso la neve sulle pietre del selciato più rapidamente della neve sul prato o della distanza tra le pietre del selciato.

L'energia termica si manifesta a livello microscopico sotto forma di oscillazione delle molecole del materiale; tale oscillazione aumenta all'aumentare dell'energia termica accumulata nel corpo (cioè aumenta con la temperatura).
Ad esempio mettendo sopra una fiamma l'estremità di una sbarra metallica, dopo qualche tempo anche l'altra estremità si scalda e può scottare; ciò è dovuto al fatto che il calore somministrato dalla sorgente innalza il contenuto energetico delle molecole della parte a contatto, le quali oscillano con maggior velocità; durante la loro oscillazione, le molecole vanno ad urtare le molecole vicine, scambiandosi reciprocamente quantità di moto; tale scambio di quantità di moto (che avviene a livello microscopico) si traduce a livello macroscopico in scambio di energia termica per conduzione; in conseguenza di tale scambio di energia termica dopo un certo tempo anche l'estremità opposta della sbarretta a contatto con la fiamma si riscalda, per cui il fenomeno della conduzione termica come conseguenza rende la temperatura della sbarretta più omogenea possibile. In altre parole, tanto maggiore è la conducibilità termica del materiale tanto più facilmente un corpo sottoposto ad una variazione locale di temperatura distribuisce tale variazione di temperatura lungo tutto il corpo.
Quindi ripetendo l'esperienza con un tubo di vetro, si osserva invece che il punto a contatto con la fiamma può diventare rosso a causa dell'elevata temperatura, mentre a qualche centimetro di distanza si avverte solo un debole aumento di temperatura; ciò è dovuto al fatto che il vetro conduce peggio il calore rispetto al metallo.
Le oscillazioni di ciascuna molecola causate dall'energia termica immagazzinata avvengono intorno alla posizione inizialmente occupata dalla molecola, per cui in un determinato intervallo di tempo la posizione media delle molecole è sempre la stessa, per cui nella conduzione termica non si ha trasporto di materia, ma solo trasmissione di urti molecolari.

### Conduttori e isolanti termici

Esperienza sulla conduzione termica: una barra di un materiale conduttore (ad esempio acciaio) conduce il calore molto più velocemente rispetto ad una barra di un materiale isolante (ad esempio vetro).

Sono buoni conduttori di calore tutti i metalli, ma non tutti nella stessa misura. Per esempio, il rame conduce il calore meglio del ferro. Una semplice prova si ottiene riscaldando alle estremità due sbarre con la stessa fonte di calore, una di ferro e l'altra di rame, che hanno attaccata all'estremità opposta una pallina fissata con una goccia di cera: la sbarra di rame lascia cadere la pallina molto prima della sbarra di ferro.
Il miglior conduttore di calore è l'argento. Un buon conduttore è anche l'oro. Sono esempi di cattivi conduttori di calore tutti i semimetalli, il vetro, il legno e il sughero.
In genere i materiali che sono buoni conduttori di calore sono anche buoni conduttori di corrente elettrica. Bisogna comunque notare che nel caso dei metalli la corrente elettrica corrisponde al fatto che gli elettroni nel materiale, che altrimenti si muovono in modo casuale in tutte le direzioni, tendono a spostarsi nel tempo in una certa direzione, mentre i nuclei sono fermi. Invece la conduzione di calore corrisponde ad un'oscillazione dei nuclei intorno ad una posizione media di riposo nella struttura, quindi è una trasmissione di energia cinetica (urti).

## Equazione generale
Lo studio delle caratteristiche della conduzione richiede in primo luogo la conoscenza del campo di temperatura all'interno del corpo {\displaystyle T(\mathbf {r} ,t)}, dipendente dalla posizione {\displaystyle \mathbf {r} =(x,\ y,\ z)} nello spazio. Quando il campo termico è indipendente dal tempo si dice che la conduzione avviene in regime stazionario, mentre se la temperatura è funzione anche del tempo il regime si dice transitorio. L'equazione generale della conduzione termica in regime stazionario è espressa dalla legge di Fourier, per la quale la densità di corrente termica è data da:
{\displaystyle \mathbf {q} _{i}=-k_{ij}\nabla T_{j}}
dove {\displaystyle k_{ij}} rappresenta il tensore conducibilità termica. Il significato di tale equazione è che il flusso di calore (o flusso termico) {\textstyle \mathbf {q} }, cioè la quantità di calore che transità nell'unità di tempo, avviene in virtù di un gradiente di temperature. La mancanza di isotropia comporta la natura tensoriale della conducibilità termica: il flusso di calore non si ha lungo la direzione del gradiente di temperature, bensì lungo una direzione distorta dovuta alle caratteristiche del mezzo. Se lo spazio soggetto a tale campo di temperature è omogeneo, cioè uniforme in ogni regione di spazio, e isotropo, vale a dire che la direzione è inessenziale per la descrizione del flusso termico, e il tensore si riduce alla costante {\displaystyle k_{T}}. Si può ottenere una formulazione alternativa della legge di Newton-Stokes facendo ricorso alla diffusività termica {\displaystyle \alpha }:
{\displaystyle \mathbf {q} _{i}=-{\frac {k_{ij}}{{\bar {\rho }}c_{p}}}\nabla ({\bar {\rho }}c_{p}T)_{j}=-\alpha _{ij}\nabla ({\bar {\rho }}{\hat {E}})_{j}}
dove {\displaystyle {\bar {\rho }}} la densità e {\displaystyle c_{p}} il calore specifico. Nel caso in cui il regime sia transitorio, l'equazione fondamentale che regola la conduzione termica è: 
{\displaystyle {\frac {\partial }{\partial t}}({\bar {\rho }}{\hat {E}})=-\nabla \cdot \mathbf {q} }
che di fatto rappresenta una forma semplificata dell'equazione di bilancio di energia, nella quale è presente soltanto la componente diffusiva del flusso netto. 
La trasparenza dei polimeri traslucidi e dei vetri inorganici permette una diffusione del calore secondo modalità diverse da quelle descritte dalla legge di Fourier.

### Equazione del calore
In analisi matematica, l'equazione differenziale alle derivate parziali che ha la stessa forma di quest'ultima relazione è detta equazione del calore: 
{\displaystyle {\frac {\partial u}{\partial t}}-a\nabla ^{2}u=0}
in particolare, essa un'equazione differenziale alle derivate parziali parabolica lineare.

## Conduzione nei solidi

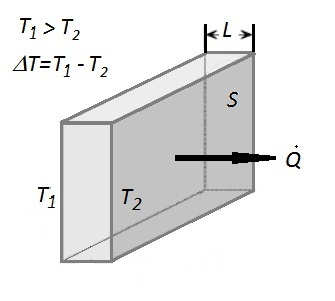
Trasmissione termica in un solido

Consideriamo un solido a forma di parallelepipedo con le due superfici maggiori S distanti L. Se si riscalda una delle due superfici S si viene a formare una differenza di temperatura, diciamo {\displaystyle \Delta T}, tra di esse. Supponendo le superfici minori ben isolate, il calore si diffonde dentro il corpo solamente verso la superficie opposta a temperatura minore per il secondo principio della termodinamica. Sperimentalmente si vede che la potenza termica trasferita {\displaystyle {\dot {Q}}} è direttamente proporzionale alla superficie e alla differenza di temperatura ed inversamente proporzionale allo spessore:
{\displaystyle {\dot {Q}}=\lambda S{\frac {\Delta T}{L}}}
dove la costante di proporzionalità λ è la conducibilità termica.
Se consideriamo uno spessore infinitesimo, invece di L poniamo {\displaystyle dx}, invece di {\displaystyle \Delta T} poniamo {\displaystyle -dT} ed otteniamo l'equazione di Fourier nel caso monodimensionale:
{\displaystyle {\dot {Q}}=-\lambda S{\frac {\mathrm {d} T}{\mathrm {d} x}}}
Riportiamo due risultati fondamentali:
- fra due superfici piane e parallele a differente potenziale distanti l, di un corpo solido, con scambio continuo di calore, in regime stazionario, le temperature secondo la retta normale comune alle due pareti, decrescono con legge lineare.
- fra più superfici a contatto solide piane e parallele con scambio continuo di calore, in regime stazionario, i profili di temperatura variano con leggi lineari, le cui pendenze dipendono, con proporzionalità inversa, dalle conducibilità λ dei solidi costituenti le superfici.